# Resolució 1696 del Consell de Seguretat de les Nacions Unides
La Resolució 1696 del Consell de Seguretat de les Nacions Unides fou adoptada el 31 de juliol de 2006. Després d'expressar la seva preocupació per les intencions del programa nuclear de l'Iran, el Consell va exigir que l'Iran detingués el seu programa d'enriquiment d'urani.
La resolució 1696 va ser aprovada per 14 vots a favorm un en contra (Qatar) i cap abstenció. Qatar va dir que, si bé estava d'acord amb les exigències de la resolució, no era el moment adequat, ja que "la regió estava en flames".

## Antecedents
La Junta de Govern de l'Organisme Internacional d'Energia Atòmica (OIEA) va concloure el setembre de 2005 que l'Iran no havia complert el seu acord de salvaguardes i que el seu programa nuclear plantejava qüestions dins de la competència del Consell de Seguretat. El febrer de 2006, la Junta de l'OIEA va informar aquestes conclusions al Consell de Seguretat, després de determinar que l'Iran no havia proporcionat suficient aclariment sobre les seves intencions nuclears.

## Resolució

### Observacions
En el preàmbul de la resolució, el Consell de Seguretat va reafirmar les disposicions del Tractat de No Proliferació Nuclear i el dret dels estats a l'ús pacífic de l'energia nuclear. Era "seriosament preocupat" perquè l'OIEA no va poder aclarir les intencions del programa nuclear i si hi havia activitats o materials no declarats a l'Iran. L'Iran tampoc havia pres les mesures requerides per l'OIEA, segons els informes del seu Director General, Mohamed al-Baradei.
El text subratlla la necessitat d'una resolució política i diplomàtica de la situació, alhora que expressa els riscos de proliferació presentats pel programa nuclear iranià i els membres del Consell que no volen agreujar el problema.

### Actes
Actuant sota el Capítol VII de la Carta de les Nacions Unides, el Consell demana a l'Iran que segueixi els requisits de l'OIEA que fomentin la confiança i resolguin qüestions pendents. Va exigir que l'Iran suspengués totes les activitats relacionades amb l'enriquiment i el reprocessament, que serien verificades per l'OIEA. La resolució va afirmar que el compliment dels requisits de l'OIEA contribuiria a una solució diplomàtica que garanteixi que el programa nuclear de l'Iran és exclusivament per a finalitats pacífiques. A més, foren aprovades les propostes de la República Popular de la Xina, França, Alemanya, Rússia, el Regne Unit i els Estats Units per a una solució integral a llarg termini.
La resolució insta a tots els estats a "vigilar" i prohibir la transferència de materials que puguin contribuir als programes nuclear i míssils balístics de l'Iran. També va reforçar l'autoritat de l'OIEA en el seu treball per aclarir els problemes pendents relacionats amb l'Iran. El Consell de Seguretat preveia un informe de l'OIEA sobre si l'Iran havia complert les seves peticions abans del 31 d'agost de 2006; les mesures apropiades legalment vinculants s'adoptaran si el Consell declarava que l'Iran no havia complert les seves obligacions en virtut de la resolució 1696 vigent per persuadir-lo de cooperar amb l'OIEA.

## Conseqüències
L'endemà de la resolució, el president iranià, Mahmoud Ahmadinejad, va dir que no es doblegava al "llenguatge de la força i les amenaces".
La falta de resposta satisfactòria de l'Iran va portar a la Resolució 1737 el 23 de desembre de 2006, en què es van aplicar sancions. Aquestes sancions van ser reforçades per les resolucions 1747 (2007) i 1929 (2010).

## Terminació
Les disposicions de la resolució 1696 van ser rescindides per la resolució 2231 del Consell de Seguretat de les Nacions Unides vigent en el Dia d'implementació del Pla d'Acció Conjunt, el 16 de gener de 2016.